# フランソワ・ノエル・バブーフ
フランソワ・ノエル・バブーフ（François Noël Babeuf, 1760年11月23日 – 1797年5月27日）は、フランスの革命家、思想家である。通称グラキュース・バブーフ（Gracchus Babeuf）。平等社会の実現を目指して私有財産制を否定し、いわゆる「バブーフの陰謀」を企てたが、失敗して処刑された。「共産主義」や「独裁」という用語を現代の意味で初めて使用した人物の一人であり、革命は少数の革命家による権力奪取と革命独裁によってのみ実現可能と主張して後の共産主義思想に大きな影響を与え、「共産主義の先駆」とも呼ばれる。

## 生涯

### 若年期
バブーフは1760年11月23日（12月24日説あり）、フランス北部・ピカルディーのサン＝カンタン（Saint-Quentin）において、貧しい農家の長男として生まれた。
父クロード（Claude Babeuf）はフランス軍の騎兵隊に所属していたが、1738年に上官に反抗して脱走、以後ヨーロッパ各国を放浪。オーストリアでマリア・テレジアの軍隊に所属し、皇太子時代のヨーゼフ2世の教育係を勤めたこともあった。恩赦によって帰国を果たしたのち、塩税を徴収する役人として働いたが、反抗的な気性のため失業。その後も定職に就くことができず、貧困に喘いだ。この不安定な生活は、結婚後も変わることなく続いた。
家計を支えるため、バブーフは14歳から働くことになり、17歳の頃、土地台帳管理の職を得る（字が巧かったため、村の書記をした時期もあった）。貧困のため正規の教育を受けることもままならず、父にフランス語、ドイツ語、ラテン語の読み書きや数学を教わりつつ、独学で知識を吸収した。大変な読書家であったらしく、広範囲の分野にわたって関心を示したという。
1780年、父クロードが死去。その2年後にはアンヌ・ヴィクトワール・ラングレーと結婚し、彼女との間に3人の子（長男ロベール、次男カミーユ、三男カイユス）を儲ける（長男はのちにバブーフによって、ルソーの著書にあやかり「エミール」と改名）。家計は更に苦しくなり、一家の生活は彼の双肩に懸かった。
1784年、故郷に程近いロア（Rore）の地で、バブーフは土地台帳管理人として自立した。この仕事を通じて彼は、領主権の不正を目の当たりにして土地私有制の弊害を痛感。同時にルソーやアベ・マブリー、モレリーなどの啓蒙思想家の著作に接して革命思想に傾倒した。1785年にアラスのアカデミーの通信会員となり、1788年まで、常任幹事のデュポワ・ド・フォスーと書簡を交わした。彼の思想の核は、これらの経験により形成された。
1789年、『永久土地台帳（Cadastre perpétuel）』をパリで上梓。農地均分と税制改革を説いた。

### 革命
1789年7月14日、パリ市民らがバスティーユを襲撃。フランス革命が勃発した。『永久土地台帳』出版のためパリに赴いていたバブーフは、革命の実態をつぶさに観察。むき出しになった市民の暴力性に不穏な臭いを嗅ぎ取るが、時代の激動を直感した彼は、すぐさま行動を開始。同年8月4日に土地台帳管理人の職を棄てた。10月に帰郷した彼は革命運動に参加、以後繰り返し逮捕・拘禁される。まず補助税や塩税に反対して逮捕。領主権や高率の酒税に反対して再び逮捕された。
1792年8月にはソンム県の行政官に選出された。しかし1793年1月、国有財産の競売に関する文書偽造事件（バブーフの過失によるものとみられる）で、政敵であったロア町長ロングカンの告発を受けて免職された。この時行われた欠席裁判で下った20年の鉄鎖刑から逃れるため、バブーフはパリに向かい、パリ食糧委員会に書記官の職を得た。
バブーフはロベスピエールの信奉者であったが、この頃の彼は、紛糾する国内世論を無理にまとめるために恐怖政治と化したロベスピエールの施策が「1793年憲法（ジャコバン憲法）」を侵害するものと考え、エベール派に加担。テルミドールのクーデターでは反ロベスピエールの側を擁護し、1793年憲法の実現を主張した。しかし、次第にテルミドール体制を危険視するようになり、ロベスピエールを再評価するに至った。

### 『人民の護民官』
1794年9月3日、バブーフは『出版自由新聞（Le Journal de la liberté de la presse）』（同年10月5日に『人民の護民官（Le Tribun du peuple）』と改称）を発刊、同時に古代ローマの護民官・グラックス兄弟の名を取って「グラキュース・バブーフ（Gracchus Babeuf）」と自称した。
グラックス兄弟は、公有地の占有面積を制限するリキニウス・セクスティウス法の復活を主張して殺害された人物であった。平等社会を目指す思想と、改革に命を賭ける覚悟とを示すため、バブーフは自らを彼らになぞらえたと思われる。
1795年11月30日付け『護民官』第35号にて、バブーフは「平民派宣言（Manifeste des Plébéiens）」と題する一文を掲載した。
彼は「土地は万人のものである」との認識に立ち、個人が必要以上の土地を私有する行為を「社会的窃盗」と指弾。同時に、譲渡権や相続権も否定した。これに代わる制度として彼が提示したのは、物品の共同管理に基づく配給行政であった。すなわち、全ての人間、及び生産品に関する情報の登録を義務付け、現物生産品を国庫に納めさせたのち、改めて平等に分配するというものである。彼は、この制度は既にフランス国内における12の軍隊、総勢120万人に適用されており、実現の可能性は実証済みであると主張した。

### パンテオン・クラブ
この時期の相次いだ投獄期間にブオナローティ（Filippo Buonarroti）、ダルテ（Augustin-Alexandre Darthé）、マレシャル（Sylvain Maréchal）などの同志を得て、1795年11月、彼らと共に秘密結社「パンテオン・クラブ（Club du Panthéon）」を結成。旧ジャコバン派や旧国民公会会員など約2000人が加わった。王党派と急進派に挟まれて苦しい政権運営を強いられていた総裁政府は、当座の脅威と目された王党派を牽制するため、バブーフら急進派の勢力を利用。パンテオン・クラブの結成に協力した。
しかし、パンテオン・クラブは総裁政府の意向に沿うどころか、激しい批判を繰り返した。総裁カルノー（Lazare Nicolas Marguerite Carnot）は、クラブに対する徹底した弾圧を主張。急進勢力との摩擦を避けたい他の総裁との間で見解が分かれたが、1796年2月28日、クラブは反体制の温床であるとして、警察により閉鎖された。

## バブーフの陰謀と処刑
パンテオン・クラブのうち過激派は、反乱委員会、秘密の執行部を設置。前者は軍や警察、行政の内部に工作員を送り込み、後者は総裁政府が打倒された後に新たな議会が開催されるまでの間、安定的に執行権を行使する予定であった。バラス（Paul Barras）の資金援助を受け、1793年憲法実現のための決起を企図したが、総裁カルノーは会員の1人、ジョルジュ・グリゼル（Georges Grisel）をスパイとして買収していた。計画は、グリゼルによる密告で事前に発覚。決行前日の1796年5月10日（革命暦4年フロレアル21日）に、バブーフは逮捕された。この事件を「バブーフの陰謀」、「平等主義者の陰謀」などと呼ぶ。
裁判はヴァンドームの法廷で10月5日に開始され、1797年 5月26日（革命暦5年プレリアル7日）に、ダルテと共に死刑を宣告された。彼らは、バブーフの息子から渡された短刀で刺し違えて死のうと図ったが果たさず、翌5月27日、ヴァンドームでギロチンにかけられ処刑された。遺体は、ヴァンドーム旧墓地に埋葬された。
この事件でブオナローティは、バブーフと共に拘束され死刑を宣告されたがナポレオンの尽力で死刑を免れ、1828年に『バブーフの、いわゆる平等のための陰謀（Conspiration pour l'Égalite, dite de Babeuf）』を上梓、事件の意義を喧伝した。出版当初はさしたる反響を呼ばなかったが、七月革命の結果に失望した共和主義者の関心を集め、以後バブーフの名は広く知れ渡ることとなった。

## 評価
バブーフが企図した政府転覆計画は、革命が末期に差しかかった時期のものであり、また実行に移されることなく終わったため、歴史学者の多くは彼とその陰謀の意義をさほど重要視していない。これとは対照的に、共産主義者らはバブーフを高く評価した。“共産主義”と和訳される欧語はいずれもラテン語の“communis”に由来しているが、この言葉に“完全な平等”という意味を込め、現在使われるような意味での共産主義の語の意味を確定した人物こそがバブーフであり、1793年にはバブーフ自身が「平等クラブ」を「コミュニストのクラブ」と言い換えている。バブーフは平等原理を第一の原理とした人物であり、バブーフ主義を完全平等主義と呼び、さらにそれを共産主義と言い換える例が、1840年代に入り、他の諸文献にも見られるようになってくる。このため、私有財産を否定した彼の思想は、後の共産主義者たちにより「共産主義の先駆」と位置付けられることとなる。こうしてバブーフは、考察する者の立場によって、全く異なる評価を受けることとなった。
彼の思想は、機械文明への肯定的評価を含んでいる点において、18世紀以前の共産主義的思想に比して進展が見られるが、生産面より分配面の共産化を重視し、富の不平等を解消するための処方箋を農地均分に求めた点で、マルクスが言うところの「初期社会主義」の範疇に属するといえる。歴史家ジョルジュ・ルフェーヴル（Georges Lefebvre）は、これを農村出身というバブーフの出自によるものと捉えた。
また、前衛分子による武装決起及び階級独裁の観念を樹立した点において、後世のブランキ、更にはレーニン・トロツキーの革命思想の先駆である。

## 語録
- 「フランス革命は、より巨大で、より厳粛で、最後となるであろう、もう一つの革命の先駆であった。」[2]

## 関連書籍
- 豊田尭『バブーフとその時代─フランス革命の研究』創文社、1958年
- 柴田三千雄『バブーフの陰謀』岩波書店、1968年
- 平岡昇『平等に憑かれた人々―バブーフとその仲間たち』岩波新書、1973年
- 岩本勲『フランスにおける革命思想 社会主義と独裁の伝統』晃洋書房、1978年
- ジャン＝マルク・シアパ『革命家グラッキュス・バブーフ伝』田中正人訳、彩流社、2019年
- フィリップ・ブォナローティ『平等をめざす、バブーフの陰謀』田中正人訳、叢書ウニベルシタス・法政大学出版局、2020年。同志の回想